# Oekraïense krijgsmacht
De Oekraïense Krijgsmacht (Oekraïens: Збройні сили України; Zbroini syly Ukrainy) zijn de strijdkrachten van Oekraïne. Zij vormen de belangrijkste afschrikkingsmacht tegen elke vorm van agressie die tegen de soevereine staat Oekraïne zou kunnen worden uitgeoefend. Alle militaire en veiligheidstroepen, staan onder het bevel van de president van Oekraïne en staan onder toezicht van een permanente parlementaire commissie van de Verchovna Rada.
De strijdkrachten van Oekraïne zijn samengesteld uit de Oekraïense grondtroepen, de Oekraïense marine, de Oekraïense Korps Mariniers, de Oekraïense luchtmacht, de Oekraïense luchtmobiele strijdkrachten, de Speciale-operatie-eenheid, de Territoriale Verdedigingstroepen en de Onbemande Systeemtroepen. De Oekraïense marine beschikt over een eigen kleine Oekraïense marine-infanteriemacht en een eigen Oekraïense marine-luchtvaartmacht. De Oekraïense Zeewacht was de kustbewakingsdienst van Oekraïne; en maakte deel uit van de staatsgrensbewaking van Oekraïne en was niet ondergeschikt aan de marine. Als gevolg van de Russisch-Oekraïense Oorlog die in 2014 begon gaf de president gouverneurs van de oblasten van Oekraïne de opdracht om vrijwillige eenheden op te richten onder het regeringsprogramma Territoriale Verdedigingstroepen. Aanvankelijk ontvingen deze eenheden minimale financiering afkomstig uit regionale begrotingen en waren ze vooral afhankelijk van giften. In november 2014 werden de meeste territoriale defensiebataljons geïntegreerd in de grondtroepen van Oekraïne.
De Nationale Garde van Oekraïne fungeert als de belangrijkste reservecomponent van de strijdkrachten van Oekraïne.
Na de vijandelijkheden met Rusland verhoogde Oekraïne in 2014 de omvang van zijn strijdkrachten tot 209.000 militairen (+ 46.000 paramilitairen), waarbij extra strijdkrachten zoals de grenswachten (53.000), de nieuw gevormde Nationale Garde van Oekraïne (60.000) of de Veiligheidsdienst van Oekraïne niet worden meegerekend.  De huidige omvang van de Oekraïense strijdkrachten, die bestaan uit 250.000 (215.000 militairen), is na de Russische strijdkrachten de grootste in de regio. In 2022 gaf president Volodymyr Zelensky opdracht om de omvang van de strijdkrachten tegen 2025 met 100.000 te vergroten, terwijl de dienstplicht in 2024 wordt beëindigd. De dienstplicht zal worden vervangen door een kortdurende intensieve militaire opleiding.
Militaire eenheden van andere staten nemen regelmatig deel aan multinationale militaire oefeningen met de Oekraïense strijdkrachten in Oekraïne. Veel van deze oefeningen worden gehouden in het kader van het NAVO-samenwerkingsprogramma Partnerschap voor de Vrede.
Sinds 3 juni 2016 mogen vrouwen dienen in gevechtseenheden van de krijgsmacht.

## Geschiedenis
De vorming van de nationale strijdkrachten in moderne zin dateert van het begin van de twintigste eeuw en valt samen met de vorming van de moderne Oekraïense natie. In de officiële geschiedschrijving wordt deze periode aangeduid als de "Oekraïense Onafhankelijkheidsoorlog" of de "Eerste Bevrijdingsstrijd". Dit proces viel samen met het einde van de Eerste Wereldoorlog en de daaropvolgende ineenstorting van de grote Europese rijken die in de voorgaande eeuwen waren gevormd. De voorloper van dit proces was de vorming van nationale militaire formaties in de keizerlijke en koninklijke legers van Oostenrijk-Hongarije, namelijk het Legioen van Oekraïense Sich Riflemen, op basis waarvan Oekraïense paramilitaire organisaties in Galicië werden gevormd: Sich Sport- en Brandweerbrigade, "Sokil" en de nationale padvindersorganisatie "Plast".
Na de omwentelingen van de Eerste Wereldoorlog en op de rand van de ineenstorting van de keizerrijken, deden de Oekraïners een nieuwe poging om de staat te herstellen. In het kader van de toenemende desintegratie in de gelederen van het Russische keizerlijke leger begon het proces van vorming van nationale eenheden. Na de coup van de bolsjewieken mondde dit proces onmiddellijk uit in een hybride oorlog met de Russische Socialistische Federatieve Sovjetrepubliek en de Witten. Reeds tijdens de niet verklaarde oorlog werd het Leger van de Oekraïense Volksrepubliek gevormd, maar de vorming daarvan werd door het Duitse bestuur onderbroken en na de oprichting van het hetmanaat in beperkte vorm voortgezet. Ten tijde van Pavlo Skoropadsky's Oekraïense Staat werd de ontwikkeling van de nationale strijdkrachten voortgezet. De strijdkrachten van de Oekraïense staat werden ontwikkeld met een meer systematische aanpak dan eerdere pogingen, hoewel daarbij gebruik werd gemaakt van eerdere ontwikkelingen, maar er werden ook veel fouten gemaakt. Dit resulteerde uiteindelijk in een opstand en de heroriëntatie van de Centrale Mogendheden, die de Eerste Wereldoorlog hadden verloren in een poging zich te verzoenen met de Entente, die op haar beurt geneigd was de Witte Garde beweging en het "ene en ondeelbare" Russische Rijk als haar oorspronkelijke bondgenoot te steunen.
Gelijktijdig met deze gebeurtenissen, na de val van het Russische Rijk in 1917, werden talrijke militaire formaties gevormd op Oekraïens grondgebied, waaronder detachementen van de Vrije Kozakken, het Oekraïense Opstandelingenleger van Vader Makhno, en de bolsjewistische Rode Kozakken. Deze laatsten werden de basis van de marionettenstrijdkrachten van de Oekraïense Volksrepubliek, en na de bezetting van de Oekraïense Volksrepubliek werden zij opgenomen in het Rode Leger. Na de ineenstorting van het Oostenrijks-Hongaarse rijk in 1918 kwam het Oekraïense Galicische leger ter verdediging van de West-Oekraïense Volksrepubliek, gebaseerd op de formatie van de Oekraïense Sich Riflemen van het voormalige Oostenrijks-Hongaarse leger.
Tijdens de Tweede Wereldoorlog probeerden de Oekraïners hun onafhankelijkheid te herwinnen en organiseerden zij gewapende eenheden en formaties, waaronder de UIA, maar deze werden allemaal binnen enkele jaren na de oorlog door de Sovjetautoriteiten vernietigd, en de Oekraïners werden opnieuw gedwongen om in het Sovjetleger te dienen.

### Oorsprong van de Oekraïense krijgsmacht van na 1992
Vanaf 1992 waren de Oekraïense krijgsmacht volledig geërfd van de Sovjet-Unie, waarvan Oekraïne een staat was geweest. Net als andere Sovjetrepublieken had het geen eigen afzonderlijk militair commando, aangezien alle militaire formaties uniform ondergeschikt waren aan het centrale commando van de Krijgsmacht van de Sovjet-Unie. Administratief was de Oekraïense SSR verdeeld in drie militaire sovjetdistricten (het Karpatisch Militair District, het Kiev Militair District en het Odessa Militair District). Drie Sovjet-luchtvaartcommando's en de meeste marinebases van de Zwarte Zeevloot bevonden zich aan de kust van Oekraïne.
Bij het uiteenvallen van de Sovjet-Unie in 1991 erfde de nieuwe onafhankelijke staat Oekraïne een van de machtigste strijdkrachtengroepen in Europa. Volgens een medewerker van het Conflict Studies Research Centre, James Sherr: "Deze groepering, haar inventaris van uitrusting en haar officierskorps was ontworpen voor één doel: het voeren van gecombineerde wapens, coalitie, offensieve (en nucleaire) oorlogsvoering tegen de Noord-Atlantische Verdragsorganisatie (NAVO) op een extern front". Op dat moment bestond het voormalige Sovjetleger in de Oekraïense SSR uit een raketleger (43e Raketleger), vier luchtmachten, een luchtverdedigingsleger (8e Luchtverdedigingsleger), drie reguliere legers, twee tanklegers, het 32e Legerkorps, en de Zwarte Zeevloot. In totaal omvatte de krijgsmacht van Oekraïne ongeveer 780.000 manschappen, 6.500 tanks, ongeveer 7.000 gepantserde gevechtsvoertuigen, 1.500 gevechtsvliegtuigen en meer dan 350 schepen. Samen met hun uitrusting en personeel erfden de Oekraïense strijdkrachten de gevechtseer en de afstamming van de in Oekraïne gestationeerde Sovjetstrijdkrachten. Vanwege de verslechtering van de Russisch-Oekraïense betrekkingen en het voortdurende stigma geassocieerd te worden met de Sovjet-Unie, heeft de president van Oekraïne in 2015 echter de verwijdering bevolen van de meeste eervolle vermeldingen die tijdens het Sovjettijdperk aan de Oekraïense eenheden zijn toegekend.
Op 26 februari 1991 werd een parlementaire Permanente Commissie voor Vragen van Veiligheid en Defensie opgericht. Op 24 augustus 1991 nam het Oekraïense parlement (de Verchovna Rada) bij de goedkeuring van de Onafhankelijkheidsverklaring van Oekraïne ook een korte resolutie aan "Over militaire formaties in Oekraïne". Hiermee werd jurisdictie verkregen over alle op Oekraïens grondgebied gestationeerde formaties van de strijdkrachten van de Sovjet-Unie en werd een van de belangrijkste instanties opgericht, het Oekraïens Ministerie van Defensie. Op 3 september 1991 begon het Ministerie van Defensie met zijn werkzaamheden. Op 22 oktober 1991 werden eenheden en formaties van de Sovjet-Russische strijdkrachten op Oekraïens grondgebied genationaliseerd. Vervolgens nam de Opperste Raad van Oekraïne op 6 december 1991 twee Wetten van Oekraïne aan. De regering van Oekraïne deed afstand van alle rechten op opvolging van de Strategische Afschrikkingsmacht van de Sovjet-Unie die op het grondgebied van Oekraïne waren gestationeerd. Zich bewust van de complicaties van een soepele overgang en op zoek naar een consensus met andere voormalige leden van de Sovjet-Unie bij het verdelen van hun militaire erfenis uit de Sovjet-Unie, sloot Oekraïne zich aan bij lopende besprekingen die in december 1991 van start gingen over een gezamenlijk militair commando van het Gemenebest van Onafhankelijke Staten.
Inherent aan het proces van het creëren van een binnenlands leger waren politieke beslissingen van het Oekraïense leiderschap met betrekking tot de niet-nucleaire en internationale status van het land. Een daarvan was de definitie, goedkeuring en ratificatie van het Verdrag inzake Conventionele strijdkrachten in Europa (CFE) van 1990, waarin niet alleen het maximale bewapeningsniveau voor elke republiek van de voormalige Sovjet-Unie werd vastgesteld, maar ook een speciaal plafond voor de zogenaamde CFE "Flank Region". Tot deze regio behoorden de Oekraïense oblasten Mykolajiv, Cherson en Zaporizja, en de Autonome Republiek van de Krim. Een andere belangrijke gebeurtenis in de ontwikkeling van het Oekraïense leger was het Verdrag van Tasjkent van 1992, waarin de aspiraties voor een leger van het Gemenebest van Onafhankelijke Staten werden vastgelegd. Dit collectieve leger bleek onmogelijk te ontwikkelen omdat de voormalige republieken van de Sovjet-Unie allemaal hun eigen weg wilden gaan, waardoor het fijnmazige militaire apparaat van de Sovjet-Unie in stukken werd gescheurd.
Oekraïne had vanaf 1996 de status van waarnemer bij de Beweging van Niet-Gebonden Landen. Vanwege de oorlog met door Rusland gesteunde separatisten in het Oosten in 2014 heeft de Verchovna Rada deze status echter op 23 december 2014 ingetrokken.

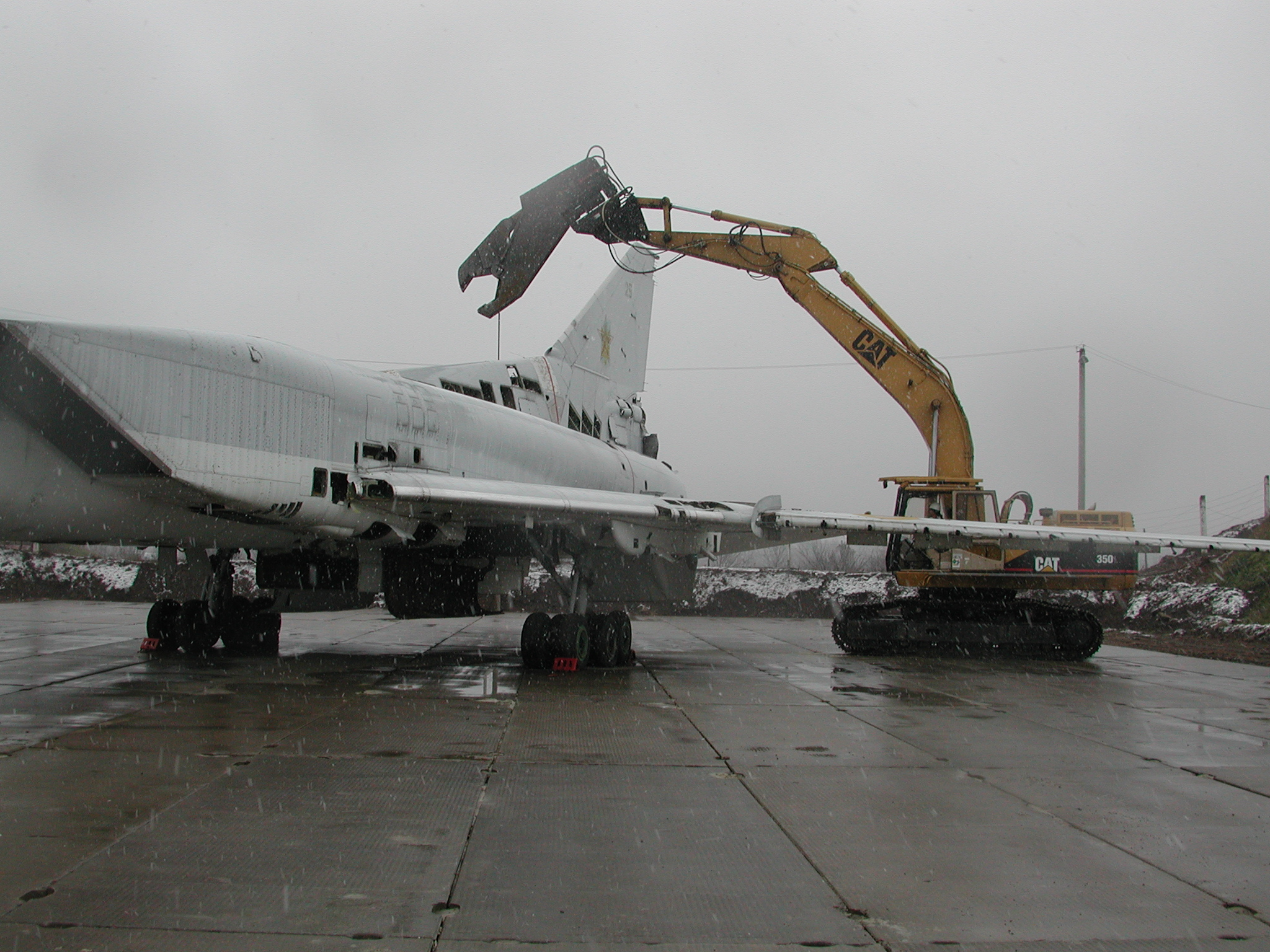
Een Tu-22M die wordt ontmanteld met hulp van het door de DTRA uitgevoerde "Cooperative Threat Reduction Program", 2002

### Wapenbeheersing en ontwapening
Na het uiteenvallen van de Sovjet-Unie erfde Oekraïne twee divisies van het 43e Raketleger van de Strategische Raketmacht (HQ Vinnytsia): de 19e Raketdivisie (Khmelnytskyi) (90 UR-100N/SS-19/RS-18) en de 46e Raketdivisie te Pervomajsk, Oblast Mykolajiv, uitgerust met 40 SS-19 en 46 in raketsilo's geplaatste RT-23 Molodets/SS-24's. Hoewel Oekraïne de fysieke controle over deze systemen had, had het geen operationele controle. Het gebruik van de wapens was afhankelijk van door Rusland gecontroleerde elektronische Permissive Action Links en het Russische commando- en controlesysteem.
Oekraïne deed vrijwillig afstand van deze en alle andere kernwapens in het begin van de jaren 1990. Dit was de eerste keer in de geschiedenis dat een land vrijwillig afstand deed van het gebruik van strategische kernwapens, hoewel Zuid-Afrika ongeveer op hetzelfde moment zijn kleine tactische kernwapenprogramma ontmantelde.

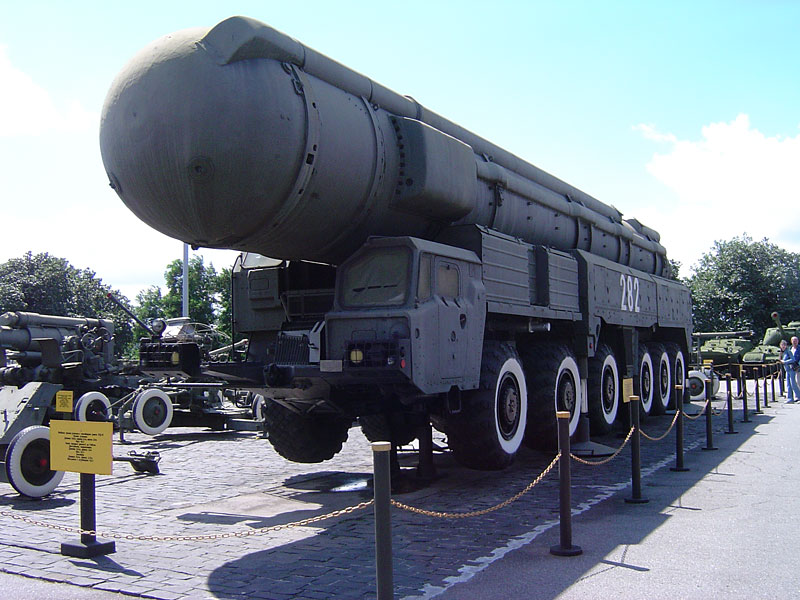
Een SS-20 tentoongesteld in het Tweede Wereldoorlog Museum in Kiev.

Oekraïne beschikt over grote hoeveelheden hoogverrijkt uranium, dat de Verenigde Staten wilden kopen van het Charkov Instituut voor Natuurkunde en Technologie. Oekraïne beschikt ook over twee fabrieken voor uraniumontginning en -verwerking, een zwaar waterfabriek en technologie voor het bepalen van de isotopensamenstelling van splijtbare materialen. Oekraïne beschikt over uraniumreserves die tot de rijkste ter wereld behoren. In mei 1992 ondertekende Oekraïne het Verdrag tot beperking van strategische bewapening (START I), waarin het land ermee instemde afstand te doen van alle kernwapens en zich als niet-kernwapenstaat aan te sluiten bij het Verdrag inzake de niet-verspreiding van kernwapens. Oekraïne ratificeerde het verdrag in 1994, en sinds 1 januari 1996 bevinden zich geen militaire nucleaire uitrustingen of materialen meer op Oekraïens grondgebied.
Op 13 mei 1994 ondertekenden de Verenigde Staten en Oekraïne een Memorandum van Overeenstemming inzake de overdracht van raketuitrusting en -technologie. Met deze overeenkomst verbindt Oekraïne zich ertoe het Missile Technology Control Regime (MTCR) na te leven door de uitvoer van apparatuur en technologie in verband met raketten te controleren volgens de MTCR-richtsnoeren.

#### Andere ontwapening - strategische vliegtuigen en andere raketten
Oekraïne en de NAVO schatten dat 2,5 miljoen ton conventionele munitie in Oekraïne is achtergebleven toen het Sovjetleger zich terugtrok, evenals meer dan 7 miljoen geweren, pistolen, mortieren en machinegeweren. De overtollige wapens en munitie werden opgeslagen in meer dan 180 militaire bases, onder meer in bunkers, zoutmijnen en in de open lucht. Vanaf 2014 was een groot deel van dit overschot nog niet gesloopt.

### Poging tot hervormingen en voortdurend tekort aan middelen
De eerste militaire hervormingen in Oekraïne begonnen op 26 december 1996, met de goedkeuring van een nieuw "Staatsprogramma voor de opbouw en ontwikkeling van de krijgsmacht van Oekraïne". Een van de aspecten was de inkrimping van de standaard gevechtseenheid van divisie- tot brigadeformaat, die dan onder het commando zou vallen van een van de drie nieuw opgerichte militaire districten: het Westelijk Operationeel Commando, het Zuidelijk Operationeel Commando, en het grootste - het Noordelijk Operationeel/Territoriaal Commando. Alleen de 1ste Luchtmobiele Divisie van Oekraïne werd niet ingekrompen. Deze inkrimping gebeurde louter om financiële redenen met de Oekraïense economie in recessie was en dit een manier was om de overheidsuitgaven te verminderen en tegelijkertijd honderdduizenden jonge mensen vrij te maken in de particuliere sector om de groei te stimuleren. Gedurende deze periode begon het militair-industrieel complex van Oekraïne ook nieuwe inheemse wapens voor de strijdkrachten te ontwikkelen zoals de T-84, de BMP-1U, de BTR-3, KrAZ-6322, en de Antonov An-70. Al deze hervormingen werden bepleit door Leonid Koetsjma, de 2e President van Oekraïne, die een capabel leger en een functionerend militair-industrieel complex wilde behouden omdat hij geen vertrouwen had in Rusland, waarvan hij geloofde dat het op een dag de vijand van Oekraïne zou kunnen worden, door eens te verklaren: "De dreiging van Russificatie is een echte zorg voor ons".
Koetsjma stond ook te popelen om de uitrusting van de Oekraïense strijdkrachten te moderniseren, maar nadat hij de kost van een dergelijke stap had leren kennen, krabbelde hij terug en gaf hij er de voorkeur aan te vertrouwen op de aanzienlijke Sovjetvoorraad wapens waarvan hij zeker was dat ze goed onderhouden werden. Maar de annulering van het moderniseringsprogramma liet de vraag onbeantwoord hoe het militair-industrieel complex, dat toen een tweecijferig percentage van het BBP uitmaakte, van werkgelegenheid kon worden voorzien. De export van nieuwe en gemoderniseerde wapens op de wapenmarkten van de wereld werd als beste optie gekozen, waarbij Oekraïne zowel probeerde de contracten van de Russische wapenindustrie te ondermijnen - door dezelfde service voor een goedkopere prijs aan te bieden - als bereid was materieel te verkopen aan wie bereid was te betalen (meer dan eens aan politiek instabiele regimes), wat negatieve reacties uitlokte van zowel West-Europa als de regering van de Verenigde Staten. In deze periode zouden 320 T-80 tanks worden verkocht aan Pakistan en een onvoltooid Sovjet vliegdekschip de Varyag nu het Chinese vliegdekschip Liaoning.
Hoewel het leger goed uitgerust was, was er nog steeds een gebrek aan fondsen, vooral voor training en oefeningen, wat leidde tot incidenten, waarvan de ramp met Siberia Airlines-vlucht 1812 in 2001 en het neerstorten van een Soechoj Soe-27 bij de vliegshow in Lviv op 27 juli 2002 de opmerkelijkste waren. Toch werd de doeltreffendheid van het leger aangetoond tijdens het conflict op het eiland Toezla. In 2003 voltooide Oekraïne zijn eerste reeks hervormingen die als grotendeels succesvol werden beoordeeld, waarbij het aantal personeelsleden zich stabiliseerde op 295.000, waarvan 90.000 paramilitairen.
- Tweede fase 2004–2010
  - verdere afslanking
  - training
  - onderhoud en nieuw materieel
  - NAVO en Rusland
  - financiële crisis van 2008
- De Janoekovytsj-periode (2011–2014)[2]
  - benoeming van Russische staatsburgers op het Ministerie van Defensie en inlichtingendiensten
  - afslanking
  - gebrek aan middelen voor oefeningen, onderhoud van voertuigen en zelfs maandelijkse uitbetalingen
  - sloop en verkoop van uitrusting
  - incompetentie in, en vernietiging van het militair-industrieel complex

De Oekraïense militaire tactiek en organisatie zijn sterk afhankelijk van de tactiek van de Koude Oorlog en de organisatie van de voormalige Sovjet-Russische strijdkrachten. Eerst voerde Oekraïne een politiek van onafhankelijkheid van de Russische overheersing, en probeerde het zich zo volledig te integreren met het Westen, meer bepaald de NAVO.
Tot de Euromaidan-protesten van 2013-2014 onderhield Oekraïne nauwe militaire betrekkingen met Rusland, geërfd van hun gemeenschappelijke Sovjetgeschiedenis. Gemeenschappelijk gebruik van marinebases op de Krim en gezamenlijke luchtverdedigingsinspanningen waren de meest intense samenwerkingsinspanningen. Deze samenwerking was een permanente irritatie in de bilaterale betrekkingen, maar Oekraïne bleek economisch afhankelijk van Moskou, en dus niet in staat om dergelijke banden snel te verbreken. Na de verkiezing van president Viktor Janoekovytsj warmden de banden tussen Moskou en Kiev op, en bekoelden die tussen Kiev en de NAVO, in vergelijking met de jaren Joesjtsjenko.

### Conflict in Oost-Oekraïne (2014 - heden)

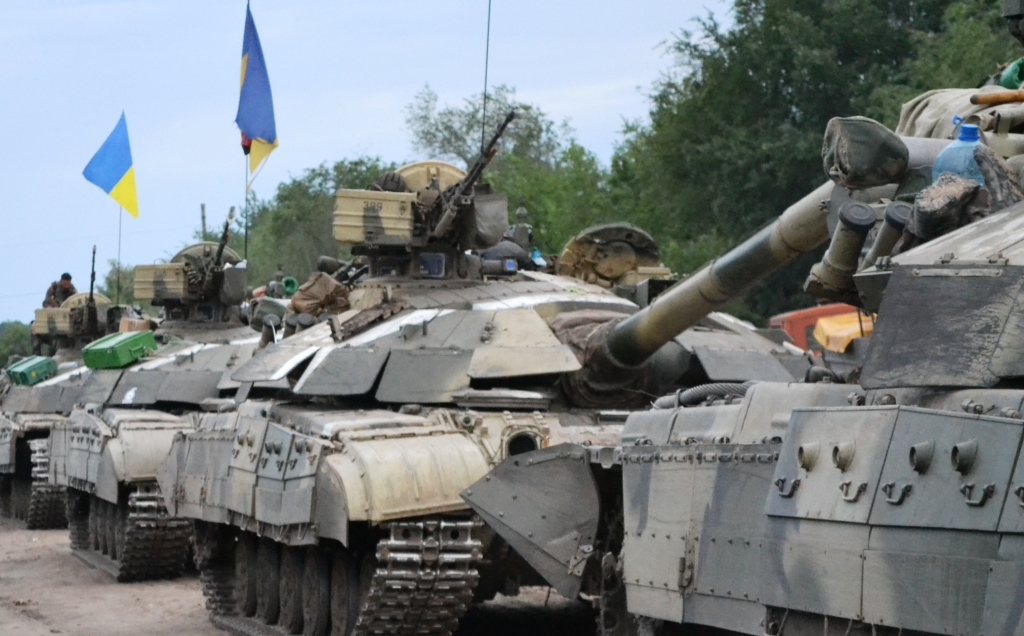
T-64BM's in Oost-Oekraïne.

In maart 2014, na het begin van de Russische annexatie van de Krim (2014), werd door de hervormingsgezinde regering aangekondigd dat een nieuwe militaire dienst, de Nationale Garde van Oekraïne, zou worden opgericht. Voordien had er tot 2000 een Nationale Garde bestaan, de NG van 2014 is dus een hervorming van de in 1991 opgerichte, maar deze keer gevormd door een deel van het personeel van de Binnenlandse Troepen van Oekraïne. In mei 2014, toen Russische steun begon in oostelijke regio's, werd een helikopter met 14 soldaten aan boord, waaronder generaal Serhij Koeltsjytsky, die aan het hoofd stond van gevechts- en speciale training voor de Nationale Garde van het land, neergehaald door militanten in de buurt van Slovjansk in Oost-Oekraïne. Demissionair president Oleksandr Toertsjynov beschreef het neerhalen als een "terroristische aanval," en gaf de pro-Russische militanten de schuld.
In de eerste maanden van de gevechten met door Rusland gesteunde separatisten werden de strijdkrachten alom bekritiseerd om hun slechte uitrusting en onbekwame leiderschap, waardoor de strijdkrachten van het ministerie van Binnenlandse Zaken, zoals de Nationale Garde en de territoriale verdedigingsbataljons, in de eerste maanden van de oorlog de zwaarste gevechten op zich moesten nemen.
Eind juli 2015 onthulde het Oekraïense ministerie van Defensie nieuwe uniformontwerpen van de Oekraïense strijdkrachten, en later werd een herzien ranginsignesysteem gecreëerd. Deze maakten hun nationale debuut op 24 augustus 2016, tijdens de Nationale Onafhankelijkheidsdag Zilveren Jubileumparade op het Onafhankelijkheidsplein, Kiev.
In februari 2018 waren de Oekraïense strijdkrachten groter en beter uitgerust dan ooit tevoren, met een aantal van 200.000 militairen in actieve dienst en de meeste vrijwillige soldaten van de territoriale verdedigingsbataljons zijn geïntegreerd in het officiële Oekraïense leger.
Een eind 2017-begin 2018 uitgevoerde waarnemingsmissie van de Verenigde Naties voor de mensenrechten in Oekraïne rapporteerde dat mensenrechtenschendingen die door de Oekraïense veiligheidstroepen en gewapende groepen zouden zijn begaan, een aanhoudende kwestie blijven van de oorlog in Oost-Oekraïne die in 2014 uitbrak. De aard van de vermeende misdrijven varieert van onwettige of willekeurige detentie tot foltering, mishandeling en/of seksueel geweld. Binnen de rapportageperiode van 16 november 2017 tot en met 15 februari 2018 documenteerde de OHCHR-monitoringmissie 115 gevallen van geloofwaardige beschuldigingen van mensenrechtenschendingen die sinds 2014 door beide partijen in het conflict zijn gepleegd.
Voor de Invasie van Oekraïne in 2022 stonden de strijdkrachten al een paar jaar gereed voor een invasie.

### Oekraïne en NAVO-lidmaatschap

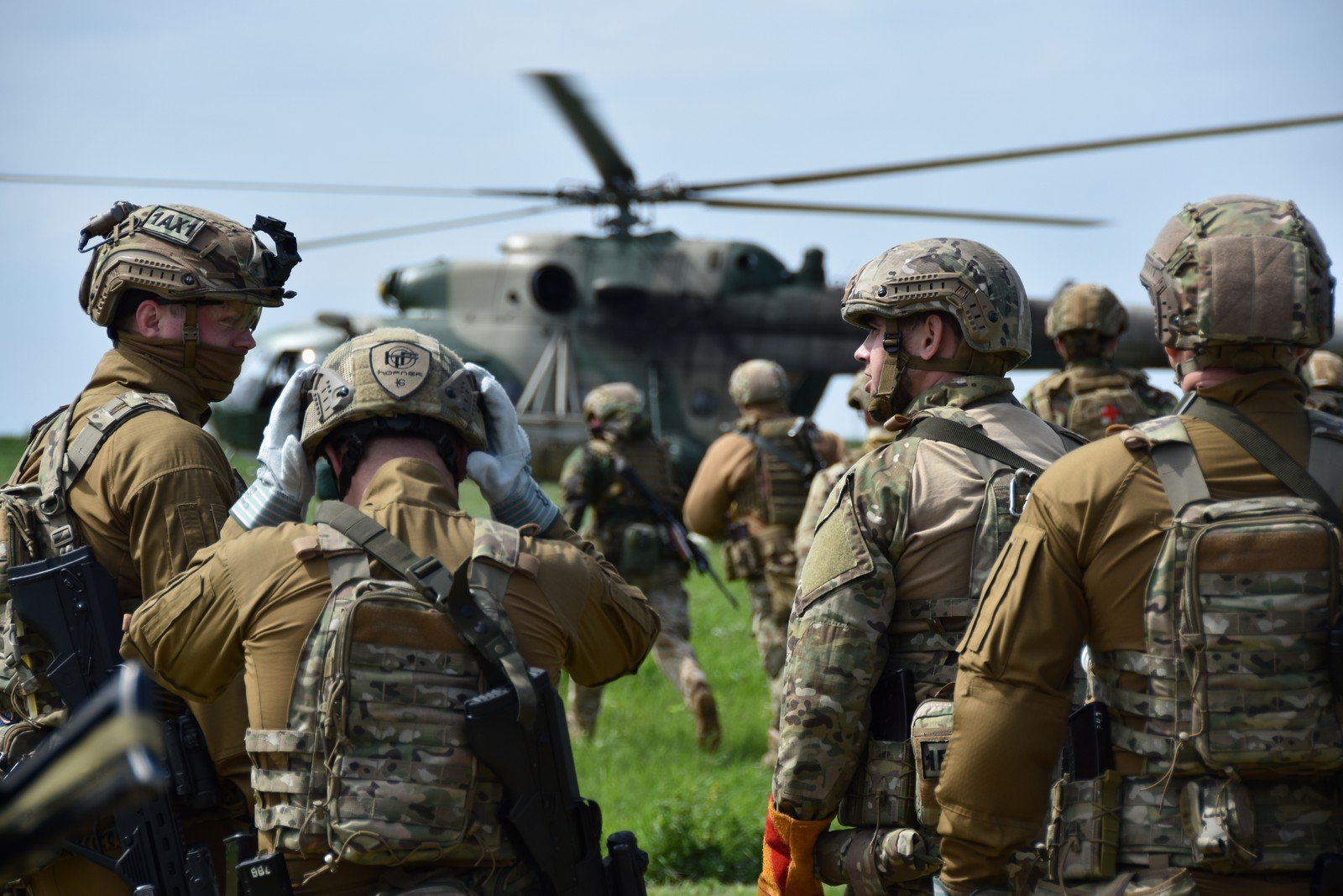
SOF-operatoren tijdens oefeningen

Het nationale beleid van Oekraïne is gericht op Euro-Atlantische integratie, met de Europese Unie onder andere. Oekraïne heeft een "onderscheidend partnerschap" met de NAVO en heeft actief deelgenomen aan oefeningen in het kader van het Partnerschap voor de Vrede en aan vredeshandhavingsoperaties op de Balkan. Deze nauwe band met de NAVO is het duidelijkst gebleken uit de Oekraïense samenwerking en de gecombineerde vredeshandhavingsoperaties met buurland Polen in Kosovo. Oekraïense militairen dienen ook onder NAVO-commando in Irak, Afghanistan en in Operatie Active Endeavour. De voormalige Oekraïense president Viktor Janoekovytsj achtte het niveau van samenwerking tussen Oekraïne en de NAVO voldoende. Zijn voorganger Viktor Joesjtsjenko had begin 2008 om het Oekraïense lidmaatschap gevraagd. Tijdens de NAVO-top van Boekarest in 2008 verklaarde de NAVO dat Oekraïne lid van de NAVO zal worden wanneer het dat wil en wanneer het aan de toetredingscriteria voldoet. De voormalige Oekraïense president Janoekovytsj koos ervoor Oekraïne een niet-gebonden staat te laten blijven. Dit materialiseerde zich op 3 juni 2010, toen het Oekraïense parlement met 226 stemmen het doel van "integratie in de Euro-Atlantische veiligheid en NAVO-lidmaatschap" uitsloot uit de nationale veiligheidsstrategie van het land. Te midden van de Maidan-revolutie ontvluchtte Janoekovytsj Oekraïne in februari 2014.
De interim-regering-Jatsenjoek die aan de macht kwam, zei aanvankelijk, onder verwijzing naar de niet-gebonden status van het land, dat zij geen plannen had om toe te treden tot de NAVO. Na de Russische militaire interventie in Oekraïne en de parlementsverkiezingen in oktober 2014 maakte de nieuwe regering van toetreding tot de NAVO echter een prioriteit. Op 23 december 2014 deed het Oekraïense parlement afstand van de niet-gebonden status van Oekraïne die "niet effectief bleek te zijn in het garanderen van de veiligheid van Oekraïne en het beschermen van het land tegen agressie en druk van buitenaf". Het Oekraïense leger transformeert sindsdien naar NAVO-normen. De Oekraïense premier Arseni Jatsenjoek verklaarde begin februari 2016 dat de facto de strijdkrachten zo snel mogelijk moeten beginnen met de transitie voor Oekraïense toetreding tot de NAVO en naar NAVO-capabele strijdkrachten. President Volodymyr Zelensky deed tijdens de Russische troepenopbouw aan de grens in 2021 een hernieuwde oproep aan westerse mogendheden voor NAVO-lidmaatschap, maar was uiteindelijk niet succesvol.

## Organisatie

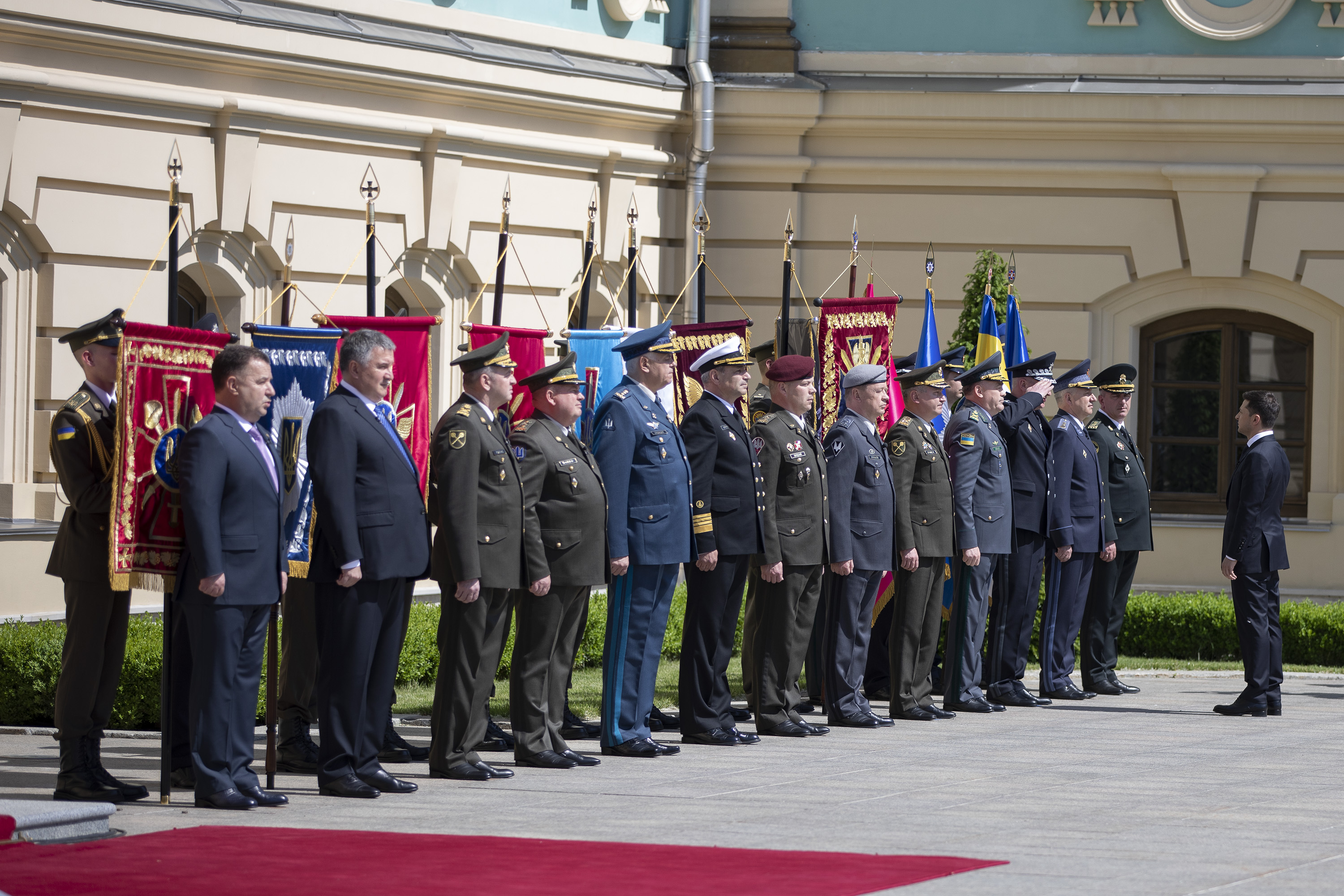
Volodymyr Zelensky met de hoogste leiding van het Oekraïense leger in mei 2019

Eind 2010 bedroeg het totale personeel (inclusief 41.000 paramilitairen) 200.000. De dienstplicht werd in oktober 2013 beëindigd; op dat moment bestond de Oekraïense krijgsmacht voor 40% uit dienstplichtigen en voor 60% uit contractmilitairen. In april 2014 stelde waarnemend president Oleksandr Toertsjynov de dienstplicht in mei 2014 weer in.
Begin 2014 had Oekraïne 130.000 personeelsleden in zijn strijdkrachten die met reservisten konden worden opgevoerd tot ongeveer een miljoen.
In 2015 is er een gerapporteerd totaal van 250.800 personeelsleden in de strijdkrachten.
Oekraïne onderhield tot 2016 een aantal Garde-eenheden, die hun tradities terugvoeren op de Sovjetstrijdkrachten. Een lijst is te zien op Lijst van Garde-eenheden van Oekraïne. Er waren berichten in 2015 dat alle Garde-eenheden waren opgeheven of omgevormd tot reguliere eenheden, dit bleek onjuist aangezien al hun Sovjet-decoraties werden verwijderd van hun titels en regimentskleuren tegen 15 november van datzelfde jaar als gevolg van het decommunisatie in Oekraïne waarbij promotie en verheerlijking van de Sovjet-symbolen werd stopgezet. (Op 22 augustus 2016 werden de Garde-titels van de eenheidstitels verwijderd.) Slechts één brigade, de 51e, een voormalige Garde-eenheid, was het jaar daarvoor ontbonden.
Na de Russische dreiging heeft Oekraïne een nieuwe militaire doctrine (derde editie) aangenomen die de Russische Federatie tot zijn belangrijkste tegenstander maakte en de intenties van Oekraïne voor nauwere betrekkingen met de diensten van de NAVO aankondigde, vooral als het in de toekomst tot de organisatie toetreedt.

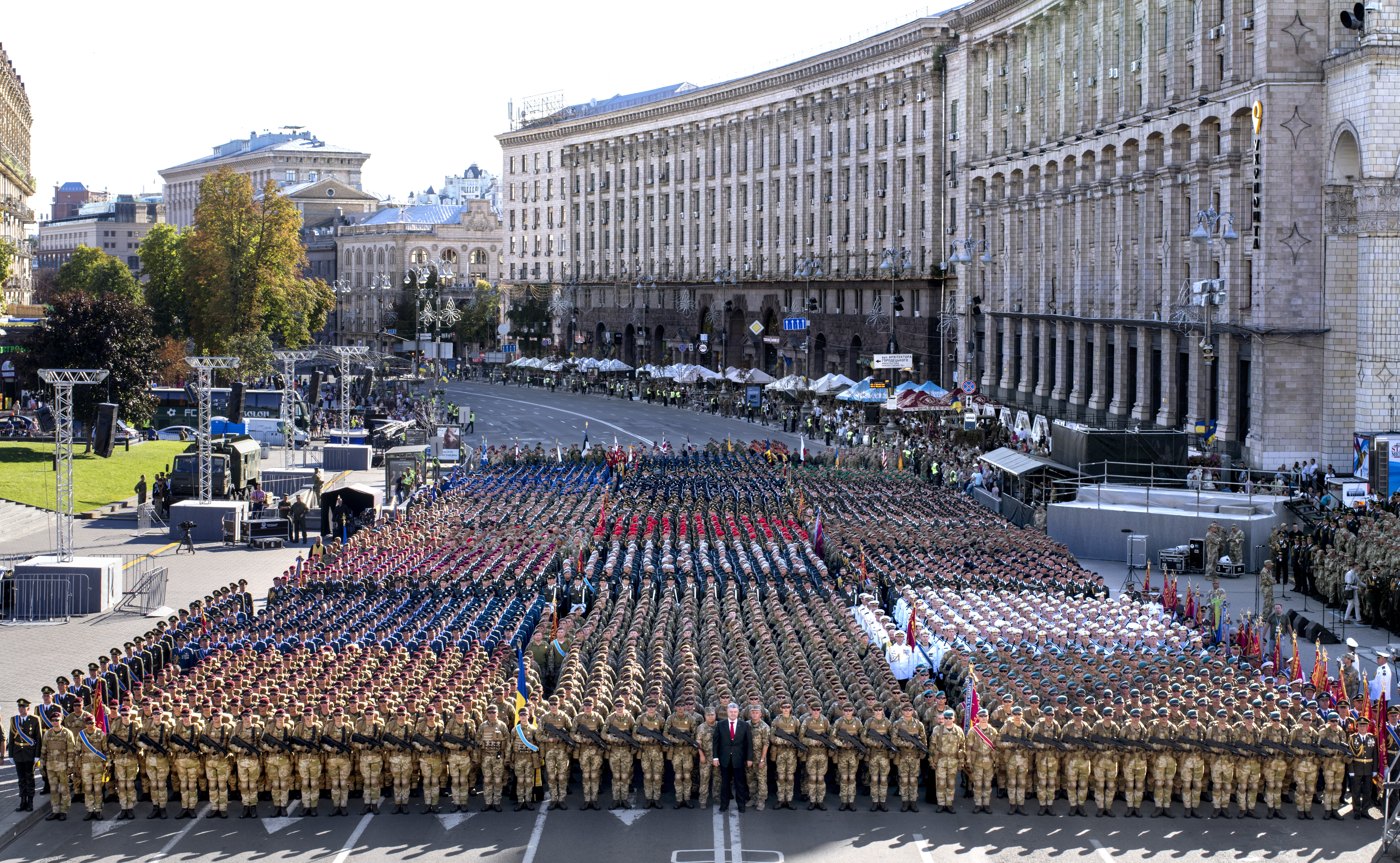
Legeroptocht ter gelegenheid van de Onafhankelijkheidsdag van Oekraïne (2018)

De wet "Op de grondslagen van het nationale verzet" stelt de volgende structuur van de Oekraïense strijdkrachten vast:
- Generale staf van de Oekraïense strijdkrachten (Генеральний штаб Збройних Сил України)
- Commando van de Gezamenlijke Strijdkrachten van de Oekraïense Strijdkrachten (Командуванння об'єднаних сил Збройних Сил України)
- Diensten van de UAF (види Збройних Сил України)
- Grondtroepen (Сухопутні війська)
- Luchtmacht (Повітряні Сили)
- Marine (Військово-Морські Сили)
- Afzonderlijke afdelingen van de UAF (окремі роди сил Збройних Сил України)
- Commando speciale operaties (Командування Сил спеціальних операцій)
- Commando territoriale verdediging (Командування територіальної оборони)
- Commando logistieke strijdkrachten (Командування Сил логістики)
- Commando ondersteunende strijdkrachten (Командування Сил підтримки)
- Commando Geneeskundige Troepen (Командування Медичних сил)
- Afzonderlijke troepenmachten van de UAF (окремі роди військ Збройних Сил України)
- Commando luchtlandingstroepen (Командування Десантно-штурмових військ)
- Commando Signalen en Cyberveiligheidstroepen (Командування Військ зв'язку та кібербезпеки)
- Organen voor militaire leiding en controle, formaties en eenheden die los staan van de diensten, takken en wapens (органи військового управління, з'єднання, військові частини, вищі військові навчальні заклади, військові навчальні підрозділи закладів вищої освіти, установи та організації, що не належать до видів та окремих роді військ (сил) Збройних Сил України.)

## Vrouwen

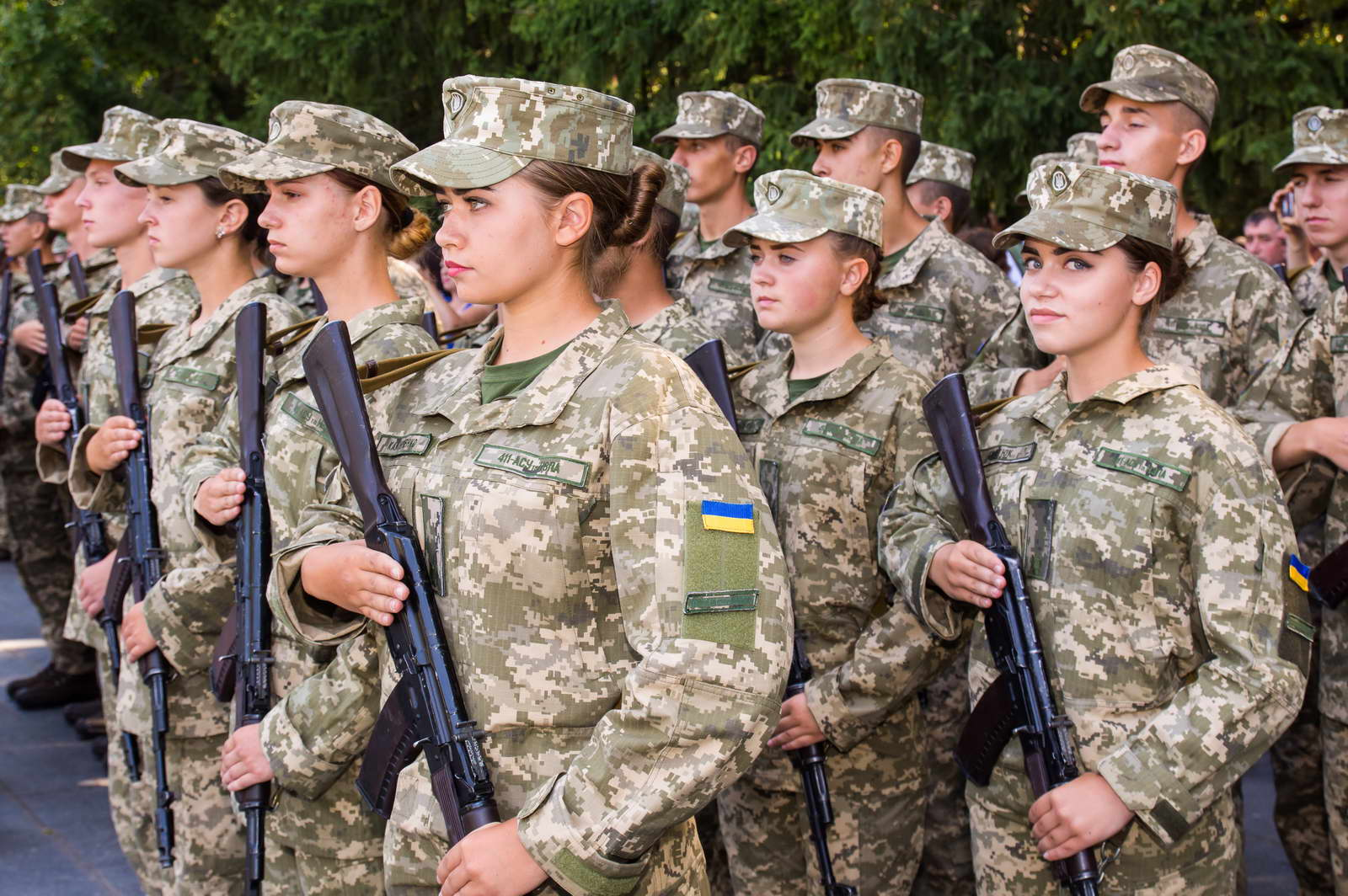
Eerstejaars studentes van de Nationale Luchtmacht-Universiteit van Charkiv bij de aflegging van hun eed van trouw aan het Oekraïense volk (foto uit 2018)

Oekraïense vrouwen hebben actieve rollen gespeeld in de Revolutie van de Waardigheid (Euromaidan), de oorlog in Oost-Oekraïne (Donbas) en de aanhoudende Russische invasie van Oekraïne sinds 2022. Sinds 2014 is het percentage vrouwen in de Oekraïense krijgsmacht sterk toegenomen; per 1 januari 2021 was 15,5% van alle Oekraïense militairen in gevechtsrollen vrouw. Sinds 2014 strijden vrouwen ook binnen de Strijdkrachten van Oekraïne (ZSU) tegen discriminatie en voor gendergelijkheid, met projecten zoals Onzichtbaar Bataljon.
Vrouwen mogen sinds 2019 alle functies in de Oekraïense krijgsmacht vervullen. Voordien was dit beperkt tot niet-strijdende functies zoals dokter, kok, accountant, enz. Vanaf juli 2016 begon de Oekraïense strijdkracht vrouwen toe te staan deel te nemen aan strijdende rollen, waaronder, machineschutter, militaire verkenner en sluipschutter. In september 2018 ging het parlement akkoord met het opheffen van alle resterende beperkingen en sinds 2019 mogen vrouwen alle functies vervullen. In maart 2023 had 85% van de Oekraïense bevolking een positieve houding ten opzichte van vrouwelijke militairen in de Oekraïense krijgsmacht.